# Sha Wujing
Sha Wujing és un dels tres deixebles del pelegrí budista Xuangzang a la novel·la del segle XVI Viatge a l'Oest, escrita per Wu Cheng'en durant la dinastia Ming, encara que versions del seu personatge són anteriors a la novel·la Ming. A la novel·la font, els seus antecedents són els menys desenvolupats dels pelegrins, i és qui menys contribueix en els seus esforços.

## Noms
El seu nom budista de Dharma, "Sha Wujing", que li va donar la bodhisattva Guanyin, significa " sorra conscient de la puresa". El seu nom es tradueix en coreà com a Sa Oh Jeong, en japonès com a Sa Gojō, en xinès-vietnamita com a Sa Ngộ Tịnh.
També és conegut com "Bonzo Sha" (Sa Tăng en xinès-vietnamita; Sua Cheng en tailandès) o Sha Heshang (沙和尚 en xinès col·loquial), tots dos es tradueixen bàsicament com "Monjo de sorra" o "Sacerdot de sorra".

## Visió general
Igual que Zhu Bajie, Wujing va ser originalment un general al cel, més concretament un general d'aixecament de cortines (卷帘大将juǎnlián dàjiàng). La seva caiguda en desgràcia passa quan va trencar un valuós gerro o copa de jade o cristall, durant un festival del préssec celestial; algunes fonts diuen que ho va fer en un atac de ràbia, mentre que altres fonts diuen que ho va fer sense voler, de forma accidental. En qualsevol cas, va ser castigat per l'Emperador de Jade, que el va fer colpejar 800 vegades amb una vara i el va exiliar a la terra, on havia de reencarnar-se com un terrible home de sorra menja-homes, orc, ogre, troll, oni, dimoni, monstre o massa. Allà, va viure al Liúshā-hé (流沙河, "riu de sorra que flueix", o "riu de sorres movedisses"). Cada dia, set espases voladores enviades des del cel l'apunyalaven al pit i després tornaven. Havia de viure a temps complet al riu per evitar el càstig.

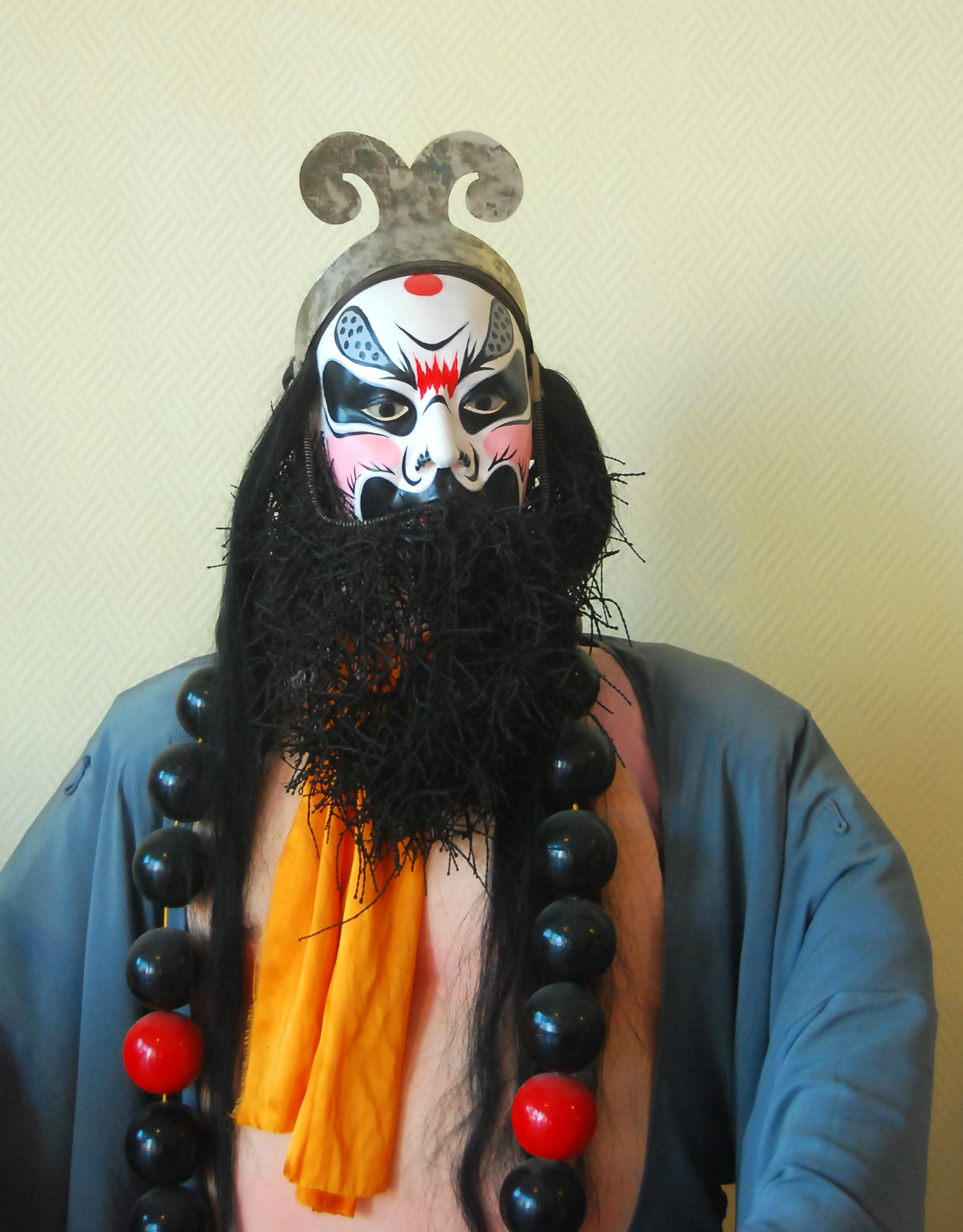
El personatge tal com apareix a l'òpera de Pequín

L'aparença de Wujing era espantosa. Tenia barba vermella i de vegades, la pell blava, i estava parcialment calb. De vegades era molt més gran i més fort que un ésser humà mitjà. Encara portava l'arma que tenia al cel, un bastó màgic de fusta (fet d'una espècie d'arbre perenne que creixia a la lluna, conté un nucli d'or massís i l'exterior està decorat amb "innombrables fils de perles"), que s'anomena "Zhangyaobaozhang" (降妖寶杖, lit. "Barra preciosa que subjuga els monstres"), creat per a ell per Lu Ban (sovint representat a les obres d'art com una pala de monjo). Igual que el Ruyi Jingu Bang de Sun Wukong, el Zhangyaobaozhang de Wujing és capaç de créixer, encongir-se, allargar-se i escurçar-se a voluntat. Un collaret format per calaveres el feia semblar encara més terrible; segons una història, un grup anterior de nou monjos en pelegrinatge cap a l'oest per buscar les escriptures va acabar a mans de Wujing. Sense tenir en compte les seves súpliques de misericòrdia, els va devorar, els va xuclar la medul·la dels ossos i va llançar els seus cranis al riu. A diferència de les seves altres víctimes, l'os de les quals es va enfonsar al fons del riu, els cranis d'aquests nou monjos suraven. Això va fascinar i encantar a Wujing, que els va enfilar amb una corda i jugava amb ells quan estava avorrit.
Més tard, Guanyin, la bodhisattva de la compassió, i el seu deixeble, el príncep Mokxa, van anar a buscar poderosos guardaespatlles per preparar el viatge de Tang Xuanzang cap a l'oest. Va reclutar a Wujing, a canvi d'això, li va concedir una mica de treva del seu patiment. Després el va convertir al budisme i li va donar el seu nom de Dharma, Shā Wùjìng (沙悟淨); el seu cognom Shā ("Sorra") va ser pres de la seva casa al riu, mentre que el seu nom de pila Wùjìng significa "Despert-a/Conscient-de-la puresa". Finalment, se li va ordenar que esperes un monjo que el cridés. Quan Wujing es troba amb Tang Sanzang, és confós amb un enemic i atacat per Sun Wukong i Zhu Bajie. Guanyin es veu obligat a intervenir pel bé del viatge.
Després d'esclarir el malentès, Wujing es va convertir en el tercer deixeble de Tang Sanzang, que el va anomenar Shā-héshàng (en xinès, el "sacerdot de sorra"; un héshàng és un monjo o sacerdot budista encarregat d'un temple). Ara, anava vestit amb una túnica de pelegrí budista i el seu collaret de calavera es va convertir en un de bhikku. Durant el viatge a l'oest, la seva habilitat com a nedador va ser útil. Sempre portava una petita carbassa que podia convertir en una de gran, per creuar els rius. Wujing era una persona de cor bondadós i obedient i lleial al seu mestre i, serveix com a contrapunt als seus companys deixebles. Entre el trio, probablement era el més educat i el més lògic. Algunes adaptacions el retraten com també aficionat a la literatura i filosòfic. Al final del viatge, Buda el va transformar en un arhat conegut com l'Arhat de cos daurat.
Com a tercer deixeble, tot i que les seves habilitats de lluita no són tan grans com les de Wukong o Bajie, segueix sent un gran guerrer que protegeix Tang Xuanzang i pot utilitzar el seu intel·lecte i la seva força per vèncer l'enemic. Només coneix 18 formes de transformació (una quarta part de les 72 que coneix Wukong, i la meitat de les 36 de Bajie) i, al mig de la història, ho admet.

## Orígens històrics
Sha Wujing és el resultat final d'embellir una figura sobrenatural esmentada al relat anomenat Daciensi Sanzang Fashi Zhuan (en xinès, Una biografia del mestre Tripitaka-master del Gran Monastir Ci'en) del monjo Hui Li del segle VII del Xuan Zang històric. Segons el text, Xuan Zang va vessar el seu excedent d'aigua mentre es trobava als deserts prop de Dunhuang. Després de diversos dies sense líquid, Xuanzang va tenir un somni en què un esperit alt que empunyava una ji (alabarda) el va castigar per dormir en un viatge tan important per aconseguir escriptures de l'Índia. De seguida es va despertar i va pujar al seu cavall, que va enlairar en una direcció diferent de la que volia anar. Finalment van arribar a un oasi amb herba verda i aigua dolça.
El Tang Sanzang ji (唐三藏记, Registre del monjo Tang Tripitaka), un llibre de data desconeguda que apareix en una col·lecció de contes japonesos del segle XI conegut com Jōbodai shū (成菩堤集), afirma que Xuan Zang (Tang Sanzang) va obtenir màgicament menjar i beguda d'un deva mentre es trobava al desert de les "Sorres que flueixen" (liusha, 流沙). El compilador del Jōbodai shū va explicar: "Aquesta és la raó del nom Esperit de les Sorres Produnfes (Shensha shen, 深沙神)". Després de realitzar un pelegrinatge a la Xina el 838–839, el monjo budista japonès Jōgyō (常晓) va escriure un informe que esmenta l'intercanvi fabulós de Xuan Zang amb la deïtat, així com equipara Shensha shen amb el rei Vaiśravaṇa, un dels quatre reis celestials del budisme. Per tant, el Tang Sanzang ji probablement prové de la dinastia Tang (618–907). El Jōbodai shū també esmenta que el déu es va manifestar davant el famós monjo budista xinès Fa Xian (c. segle IV) durant el seu pelegrinatge a l'Índia. Shensha shen li diu: "Em manifesto en un aspecte de fúria. El meu cap és com un bol carmesí. Les meves dues mans són com les xarxes del cel i la terra. Del meu coll pengen els caps de set dimonis. Al voltant de les meves extremitats hi ha vuit serps, i dos caps de dimoni semblen engolir-me les extremitats (inferiores)..."

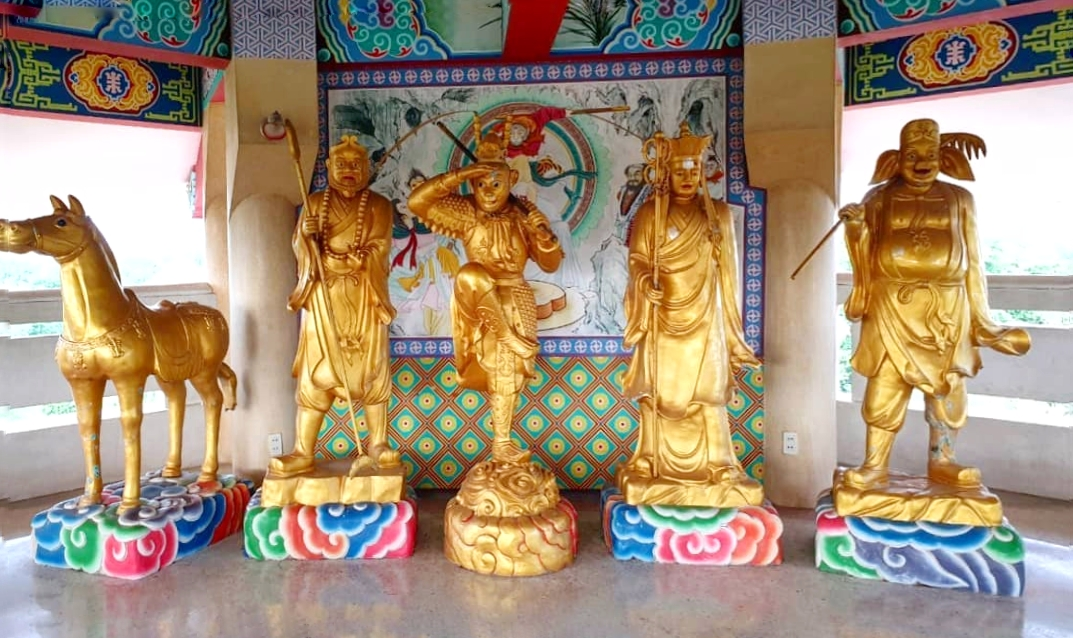
Les estàtues daurades al santuari del pilar de la ciutat de Rua Yai a Suphan Buri, Tailàndia

Amb la compilació de la "versió Gaoshanji " (高山记, segle XIII), l'edició més antiga coneguda del Viatge a l'oest, Shensha shen es va transformar en un dimoni assedegat de sang que s'havia menjat contínuament les reencarnacions passades de Tang Sanzang. El dimoni li diu: "Aquí penjats del meu coll són els ossos secs de quan et vaig devorar dues vegades abans, monjo!" Shensha Shen només l'ajuda a passar per sobre de les arenes profundes amb l'ajuda d'un pont daurat màgic després que Tang Sanzang l'amenaci amb una retribució celestial.
Com es pot veure, la versió completa de Viatge a l'oest publicada de manera anònima l'any 1592 va agafar prestats generosament contes sobre Shensha shen. El personatge de Sha Wujing va rebre la seva aparença i vestit monstruosos. Els cranis dels nou monjos budistes que pengen del seu cap recorden tant els cranis de dimonis usats per l'esperit, com els cranis de les encarnacions passades de Tang Sanzang que portava el seu homòleg iracunt de la versió Gaoshanji.